# 洪西亚纳
洪西亚纳，是西班牙卡斯蒂利亚-莱昂阿维拉省的一个市镇。 总面积15km2, 总人口96人（2001年），人口密度6人/km2。